# Герб Андорри-ла-Вельї
Герб Андорри-ла-Вельї — офіційний геральдичний символ міста Андорри-ла-Вельї, столиці Андорри.

## Опис та символізм
Герб Андорри-ла-Вельї є геральдичним щитом традиційної овальної італійської форми, поле якого розділено на сім частин вертикально розташованими хвилеподібними лініями. Три частини щита забарвлено синім кольором, а чотири — зеленим (що повторює кольори офіційного міського прапора).
На деякій відстані від верхівки герба розміщено зображення королівської корони золотого кольору, прикрашеної червоним та зеленим коштовним камінням, із п'ятьма видимими фігурними виступами. Зелений колір уособлює свободу, синій — води річки Валіри, що протікає територією міста; золота корона — влада, велич та об'єднання влади з жителями міста.